# Irma Libohova
Irma Libohova, född 14 april 1959 i Tirana, är en albansk sångerska och syster till sångerskan Eranda Libohova.
Irma Libohova är främst känd för sina vinster i olika albanska musiktävlingar. 1987 vann hon tillsammans med sin syster Eranda Festivali i Këngës med låten "Nuk e Harroj". Irma Libohova håller också rekordet i antal segrar i Kënga Magjike, då hon vunnit två gånger. 
Irma har också både medverkat på, eller släppt egna skivor. Med sin syster Eranda har hon bland annat släppt albumet Arvanitase. Utöver det har hon också medverkat på samlingsskivor som Fontane dëshirash, Alqi Boshnjaku — Larg urrejtjes och 100 Këngët e Shekullit.